# Karsten Hvidtfelt Nielsen
Karsten Hvidtfelt Nielsen er en dansk sprogteoretiker.
Biografi
Karsten Hvidtfelt Nielsen fødtes på Frederiksberg d. 4.8.1947. Han er broder til komponisten Svend Hvidtfelt Nielsen.
Han blev nysproglig student fra Statsgymnasiet Schneekloth Skole i 1966. I 1972-73 cand. mag. i tysk og fransk. Fra 1973 til 2016 ansat på Aarhus Universitet. I 1977 ph.d. med en afhandling om lingvistisk sprogteori (Hjelmslevs sprogteori (1943) ); i 2003 dr.phil. på en disputats om logisk sprogteori (Spinozas geometriske etik (1677)  og Gödels uafgørlighedsbevis (1931) ). Fra 2012 til 2021 udkom hans trilogi om filosoffen Heidegger . Den slutter med at anbringe Heideggers tænkning i en johannæisk ramme af kristologisk sprogteori.
Værker i udvalg
- ”A Formal Investigation of Five Glossematic Functions”, Acta Linguistica Hafniensia 17, 1982, pp. 131-138
- Interpreting Spinoza’s Arguments, New York 2003
- Heidegger-Trilogien:
  - Dig og Heidegger. En Introduktion til de europæiske vidensbegrebers historie fra antikken til i dag, Frederiksberg 20203
  - Mig og Heidegger. En legende om viden, væren og sprog, Frederiksberg 20202
  - Ham og Heidegger. I: En logos-kommentar, II: Paraphysica, Frederiksberg 2021.

Noter
1. ↑  Hjelmslev, Louis, Omkring Sprogteoriens Grundlæggelse, København 1943
2. ↑  Spinoza, Baruch, Ethica. Ordine Geometrico demonstrata [1677]; i: Spinoza Opera II., Heidelberg 1971, pp. 41-308
3. ↑  Gödel, Kurt, ”Über formal unentscheidbare Sätze der Principia Mathematica und verwandter Systeme I”, Monatshefte für Mathematik und Physik 38, 1931, pp. 173-98
4. ↑  Heidegger, Martin, Gesamtausgabe, bdd. 1-71, 73-91, 94-102, Frankfurt am Main 1975 ff.